# Martina Bischof
Martina Bischof (Berlijn, 23 november 1957) is een Oost-Duitse kanovaartster.
Bischof won tijdens de Olympische Zomerspelen 1980 de gouden medaille in de K2 500m samen met Carsta Genäuß.
Bischof werd vier keer wereldkampioen en won twee zilveren medailles op de wereldkampioenschappen.

## Belangrijkste resultaten

### Olympische Zomerspelen
| Editie | Plaats | Resultaten |
| ------ | ------ | ---------- |
| 1980   | Moskou | K2 500m    |

### Wereldkampioenschappen vlakwater
| Jaar | Plaats   | Resultaten        |
| ---- | -------- | ----------------- |
| 1977 | Sofia    | K2 500m · K4 500m |
| 1978 | Beograd  | K2 500m · K4 500m |
| 1979 | Duisburg | K4 500m · K2 500m |

1960: Antonina Seredina & Maria Sjoebina ·
1964: Roswitha Esser & Annemarie Zimmermann ·
1968: Roswitha Esser & Annemarie Zimmermann ·
1972: Jekaterina Koerysjko & Ljoedmila Pinajeva-Chvedosjoek ·
1976: Nina Gopova & Galina Kreft ·
1980: Martina Bischof & Carsta Genäuß ·
1984: Agneta Andersson & Anna Olsson ·
1988: Anke Nothnagel & Birgit Schmidt-Fischer ·
1992: Ramona Portwich & Anke von Seck-Nothnagel ·
1996: Agneta Andersson & Susanne Gunnarsson-Wiberg ·
2000: Birgit Fischer & Katrin Wagner-Augustin ·
2004: Natasa Janics & Katalin Kovács ·
2008: Natasa Janics & Katalin Kovács ·
2012: Tina Dietze & Franziska Weber ·
2016: Danuta Kozák & Gabriella Szabó ·
2020: Lisa Carrington & Caitlin Regal ·
2020: Lisa Carrington & Alicia Hoskin